# Festival de la Cançó d'Eurovisió 1985
El XXX Festival de la Cançó d'Eurovisió es va celebrar el 4 de maig de 1985 a Göteborg (Suècia). La victòria va ser per al duo noruec Bobbysocks amb el tema "La det swinge", signat per Rolf Løvland. Es tractava de la primera victòria de Noruega, un país la trajectòria del qual al Festival s'havia caracteritzat pels seus mals resultats.
El recinte triat per la televisió pública sueca, SVT, per acollir l'esdeveniment va ser el Scandinavium que, amb una capacitat màxima de 14.000 espectadors, era el palau d'esports més gran del país aleshores. No obstant això, donades les dimensions de l'escenari muntat per a l'ocasió, l'aforament es va veure reduït ostensiblement. Amb tot, el nombre d'espectadors que van poder presenciar in situ la gala va marcar un rècord que trigaria més d'una dècada a veure's superat.
La mestra de cerimònies va ser Lill Lindfors, artista polifacètica i de dilatada experiència dins del món de l'espectacle suec, que havia concursat en l'edició de 1966. Va exercir la seva labor d'una manera relaxada i desenfadada, com quan va obrir l'espectacle interpretant "My Joy is Building Bricks of Music", versió anglesa d'un tema propi de l'any 1978, titulat "Musik ska byggas utav glädje". Per a aquest nombre inicial, Lill va comptar amb la complicitat del saxofonista Hector Bingert, la dels músics de l'orquestra i la del públic que omplia la sala, de manera que aquesta va ser la primera vegada en què la persona encarregada de conduir el programa va interactuar obertament amb el públic. Com a dada curiosa, cal esmentar que és l'única presentadora d'Eurovisió que va conduir el programa, en la seva major part, asseguda. A més, des d'aquesta mateixa posició, al costat del lloc del director d'orquestra, va seguir cadascuna de les actuacions. Ja en el temps de les votacions, va romandre asseguda, encara que en l'extrem oposat, prop del marcador.
Lill Lindfors és també la protagonista d'una de les anècdotes més recordades de la història del certamen. Es va produir quan va sortir a l'escenari per donar pas a les votacions, una vegada finalitzat l'intermedi musical. En aquell moment, la seva faldilla es va enganxar capritxosament en una de les columnes que formaven el decorat, de manera que Lill es va quedar en roba interior de cintura cap avall. Davant la sorpresa general, i després de simular cert fogot, es va amollar uns plecs de les espatlles que van estendre un altre vestit. El públic va comprendre la broma i va respondre amb riures i aplaudiments, després de la qual cosa Lill va prendre seient per rebre els vots del primer jurat exclamant "Només volia despertar-los una mica". Sembla que el gag, que no havia estat inclòs en els assajos, va molestar alguns directius de la Unió Europea de Radiodifusió, i per això es va decidir que a partir de l'any següent la gala fos exactament igual a l'últim assaig general per evitar sorpreses d'aquest tipus. En qualsevol cas, l'anècdota ha passat ja a la història d'Eurovisió.
Dinou països van prendre part en una edició en què Israel i Grècia es van reincorporar després d'absentar-s'hi l'any anterior. En canvi, els Països Baixos i Iugoslàvia no van enviar representació per coincidir la data del Festival amb el dia del record als caiguts en la II Guerra Mundial i conflictes posteriors, en el cas del primer, i amb el dia en què es recordava la defunció del Mariscal Tito, en el cas del segon.
Entre els cantants més coneguts d'aquesta edició per al públic espanyol, a més de Paloma San Basilio, que es trobava en un moment de gran projecció professional, figuraven el duo italoamericà Al Bano & Romina Power i el representant israelià Izhar Cohen, guanyador en 1978 amb el tema "<i id="mwJg">A-ba-ni-bi</i>". Cal destacar que tretze dels concursants ja havien participat anteriorment en Eurovisió, entre ells els ja citats Al Bano & Romina Power, Izhar Cohen i les pròpies integrants del duo Bobbysocks, Hanne Krogh i Elisabeth Andreassen.
Així mateix, entre els concursants hi havia dos, en particular, que marcaven sengles fites en la història del certamen. D'una banda, es trobava la que possiblement és la participant de menor edat que hagi trepitjat un escenari d'Eurovisió. Es tractava de Lea Bundgaard, que llavors comptava amb tan sols nou anys i era filla de Søren Bundgaard, integrant masculí del duo Hot Eyes, representant de Dinamarca per segon any consecutiu. Va existir la coincidència que dos dels temes en concurs, els representants d'Àustria i Luxemburg, tractaven la temàtica de la infància.
D'altra banda, es trobava la representant irlandesa, Maria Christian, primera participant invident de qui es té constància, encara que en aquell moment aquesta dada no va transcendir per desig de la pròpia cantant.
Bèlgica, que va ser el país que va quedar en últim lloc, havia seleccionat originalment la cançó "Vannacht" interpretada per Mireille Capelle, però disputes sobre la lletra van fer que la televisió estatal en llengua flamenca BRT la canviés per la cançó "Laat me nu gaan".
El Festival va ser retransmès per primera vegada via satèl·lit. Entre les curiositats d'aquella edició, cal esmentar també que la primera guanyadora del concurs, la cantant suïssa Lys Assia, va ser presentada per primera vegada davant l'audiència del Festival en qualitat de convidada d'honor, amb motiu del trentè aniversari del certamen. En un altre ordre de coses, les filmacions que precedien a cada actuació tenien com a protagonistes als autors de la cançó i no als artistes mateix, com havia estat el cas en aquelles edicions anteriors en què s'havien elaborat filmacions similars.
El nucli de l'equip tècnic d'aquella edició va estar format per Steen Priwin (direcció i producció executiva), Ingemar Wiberg, Ebbe Börjesson, Jan Johansson, Dick Johansson, Göran Hallberg, Richard Farbotko i Sven Orsman (escenografia) i Curt-Eric Holmquist (direcció musical). Per part de la UER va actuar com a supervisor de l'organització Frank Naef, qui va fer també la labor d'escrutador oficial durant les votacions.

## Participants

Països participants.
Països que hi van participar al passat però no el 1985.

| #  | País i TV               | Intèrpret(s)                                                              | Cançó                        | Traducció                                | Idioma     | Lloc | Punts |
| -- | ----------------------- | ------------------------------------------------------------------------- | ---------------------------- | ---------------------------------------- | ---------- | ---- | ----- |
| 01 | Irlanda RTÉ             | Maria Christian                                                           | Wait Until the Weekend Comes | Espera fins que arribi el cap de setmana | Anglès     | 6    | 91    |
| 02 | Finlàndia YLE           | Sonja Lumme                                                               | Eläköön elämä                | Visca la vida                            | Finès      | 9    | 58    |
| 03 | Xipre CyBC              | Lia Vissi                                                                 | To katalava arga             | Me'n vaig adonar tard                    | Grec       | 16   | 15    |
| 04 | Dinamarca DR            | Hot Eyes                                                                  | Sku' du spørg' fra no'en?    | T'agradaria saber-ho?                    | Danès      | 11   | 41    |
| 05 | Espanya TVE             | Paloma San Basilio                                                        | La fiesta terminó            | La festa va acabar                       | Castellà   | 14   | 36    |
| 06 | França A2F              | Roger Bens                                                                | Femme, dans ses rêves aussi  | Dona, també als seus somnis              | Francès    | 10   | 56    |
| 07 | Turquia TRT             | MFÖ                                                                       | Didai Didai Dai              | -                                        | Turc       | 14   | 36    |
| 08 | Bèlgica BRT             | Linda Lepomme                                                             | Laat me nu gaan              | Deixa'm marxar ara                       | Neerlandès | 19   | 7     |
| 09 | Portugal RTP            | Adelaide Ferreira                                                         | Penso em ti, eu sei          | Penso en tu, ho sé                       | Portuguès  | 18   | 9     |
| 10 | Alemanya Occidental ARD | Wind                                                                      | Für alle                     | Per a tots                               | Alemany    | 2    | 105   |
| 11 | Israel IBA              | Izhar Cohen                                                               | Olé, olé                     | -                                        | Hebreu     | 5    | 93    |
| 12 | Itàlia RAI              | Al Bano & Romina Power                                                    | Magic, oh Magic              | Màgia, oh màgia                          | Italià     | 7    | 78    |
| 13 | Noruega NRK             | Bobbysocks                                                                | La det swinge                | Que hi hagi swing                        | Noruec     | 1    | 123   |
| 14 | Regne Unit BBC          | Vikki Watson                                                              | Love Is…                     | L'amor és…                               | Anglès     | 4    | 100   |
| 15 | Suïssa SSR SRG          | Mariella Farré & Pino Gasparini                                           | Piano, piano                 | A poc a poc                              | Alemany    | 12   | 39    |
| 16 | Suècia SVT              | Kikki Danielsson                                                          | Bra vibrationer              | Bones vibracions                         | Suec       | 3    | 103   |
| 17 | Àustria ORF             | Gary Lux                                                                  | Kinder dieser Welt           | Nens d'aquest món                        | Alemany    | 8    | 60    |
| 18 | Luxemburg CLT           | Ireen Sheer, Margo, Diane Solomon, Frank Olivier, Chris & Malcolm Roberts | Children, Kinder, Enfants    | Nens, nens, nens                         | Francès    | 13   | 37    |
| 19 | Grècia ERT              | Takis Biniaris                                                            | Miazoume                     | Ens assemblem                            | Grec       | 17   | 15    |

## Resultats

### Sistema de votació
Cada país comptava amb un jurat nacional compost per onze persones d'edats compreses entre els 16 i els 60 anys. Cap d'elles podia tenir cap connexió professional amb el món de la música, en un intent de reflectir el vot de l'espectador mitjà europeu. Cada membre puntuava a totes i cadascuna de les cançons concursants - a excepció de la que representava al seu propi país - amb una qualificació d'1 i 5. El president o la presidenta del jurat recopilava i sumava les qualificacions atorgades a cada cançó per cada membre del jurat i, sota supervisió notarial, ordenava les deu cançons amb major nombre de vots, assignant 12 punts a la cançó més votada, 10 a la segona, 8 a la tercera, i així successivament fins a 1 punt a la desena amb major nombre de vots. D'aquesta manera, quedava conformada la votació definitiva que després la persona amb la funció de portaveu llegia públicament per via telefònica durant el temps de les votacions.
Tot i que el veredicte es basés en l'actuació en directe, el reglament recollia que els jurats havien de visionar amb antelació el tercer assaig general de totes les cançons per familiaritzar-se amb els temes en concurs.

### Jurat espanyol
El jurat espanyol, reunit en l'estudi A-4 de Torrespaña, va estar presentat per Marisa Medina i els seus components van ser l'actriu María Asquerino, l'industrial Eloy Román, la mestra María Dolores Ortiz, l'estudiant Jesús María Landín, l'actriu Adriana Ferrer, el periodista Agustín Trialasos, la professora universitària Cristina Peña-Marín, l'escriptor Francisco Umbral, la dissenyadora Ágatha Ruiz de la Prada, el jockey César Alonso i la tècnic en Empreses Turístiques Pilar de la Huerta. Va actuar com a president Tomás Zardoya.

### Desenvolupament de la votació
El recompte de vots va ser molt renyit. Noruega va començar liderant el marcador, després de la qual cosa Suècia i després l'Alemanya Federal van encapçalar la classificació, aquesta última amb ampli avantatge en alguns moments. Després d'un torn en què el país amfitrió va recuperar momentàniament el lideratge, Noruega es va imposar en la recta final i va obtenir així la que seria la seva primera victòria al certamen.

### Taula de vots
|              |                                     | Resultats |           |         |        |         |         |          |                     |        |        |         |            |        |        |         |           |        |    |    |
| Irlanda      | Finlàndia                           | Xipre     | Dinamarca | Espanya | França | Turquia | Bèlgica | Portugal | Alemanya Occidental | Israel | Itàlia | Noruega | Regne Unit | Suïssa | Suècia | Àustria | Luxemburg | Grècia |    |    |
| Participants | Irlanda                             |           | 1         | 7       | 3      | 4       | 3       | 5        | 8                   | 8      | 4      | 8       | 12         | 3      | 3      | 5       | 7         | 10     | 0  | 0  |
| Participants | Finlàndia                           | 6         |           | 6       | 0      | 6       | 0       | 3        | 0                   | 0      | 0      | 1       | 7          | 0      | 7      | 2       | 10        | 0      | 0  | 10 |
| Participants | Xipre                               | 1         | 0         |         | 0      | 0       | 0       | 0        | 0                   | 0      | 0      | 0       | 3          | 0      | 0      | 3       | 0         | 0      | 0  | 8  |
| Participants | Dinamarca                           | 0         | 0         | 3       |        | 0       | 10      | 0        | 3                   | 1      | 6      | 0       | 2          | 6      | 0      | 0       | 5         | 5      | 0  | 0  |
| Participants | Espanya                             | 2         | 8         | 1       | 0      |         | 0       | 12       | 0                   | 2      | 0      | 0       | 0          | 0      | 4      | 0       | 0         | 0      | 1  | 6  |
| Participants | França                              | 0         | 5         | 4       | 0      | 0       |         | 1        | 0                   | 3      | 0      | 3       | 10         | 0      | 2      | 4       | 6         | 3      | 3  | 12 |
| Participants | Turquia                             | 7         | 2         | 0       | 0      | 3       | 0       |          | 1                   | 0      | 2      | 0       | 0          | 1      | 8      | 12      | 0         | 0      | 0  | 0  |
| Participants | Bèlgica                             | 0         | 0         | 0       | 0      | 0       | 0       | 7        |                     | 0      | 0      | 0       | 0          | 0      | 0      | 0       | 0         | 0      | 0  | 0  |
| Participants | Portugal                            | 0         | 0         | 0       | 0      | 0       | 0       | 2        | 0                   |        | 0      | 0       | 0          | 0      | 0      | 0       | 0         | 0      | 0  | 7  |
| Participants | Alemanya                            | 4         | 10        | 12      | 10     | 10      | 8       | 0        | 10                  | 7      |        | 7       | 0          | 8      | 1      | 0       | 8         | 0      | 10 | 0  |
| Participants | Israel                              | 8         | 0         | 5       | 4      | 8       | 12      | 0        | 0                   | 5      | 7      |         | 5          | 10     | 5      | 7       | 2         | 7      | 6  | 2  |
| Participants | Itàlia                              | 0         | 6         | 10      | 1      | 12      | 5       | 8        | 2                   | 12     | 0      | 4       |            | 0      | 0      | 0       | 0         | 6      | 12 | 0  |
| Participants | Noruega                             | 12        | 4         | 0       | 12     | 1       | 2       | 0        | 12                  | 0      | 12     | 12      | 6          |        | 12     | 6       | 12        | 12     | 7  | 1  |
| Participants | Regne Unit                          | 5         | 7         | 0       | 5      | 5       | 6       | 10       | 6                   | 6      | 5      | 2       | 8          | 7      |        | 10      | 4         | 2      | 8  | 4  |
| Participants | Suïssa                              | 0         | 3         | 2       | 6      | 0       | 0       | 6        | 5                   | 4      | 1      | 0       | 0          | 5      | 0      |         | 1         | 1      | 2  | 3  |
| Participants | Suècia                              | 10        | 12        | 0       | 8      | 2       | 7       | 4        | 7                   | 0      | 8      | 6       | 4          | 12     | 6      | 8       |           | 4      | 5  | 0  |
| Participants | Àustria                             | 3         | 0         | 0       | 7      | 0       | 1       | 0        | 4                   | 0      | 10     | 10      | 0          | 2      | 10     | 1       | 3         |        | 4  | 5  |
| Participants | Luxemburg                           | 0         | 0         | 0       | 2      | 0       | 4       | 0        | 0                   | 10     | 3      | 5       | 1          | 4      | 0      | 0       | 0         | 8      |    | 0  |
| Participants | Grècia                              | 0         | 0         | 8       | 0      | 7       | 0       | 0        | 0                   | 0      | 0      | 0       | 0          | 0      | 0      | 0       | 0         | 0      | 0  |    |
| Participants | LA TAULA ESTÀ ORDENADA PER APARICIÓ |           |           |         |        |         |         |          |                     |        |        |         |            |        |        |         |           |        |    |    |

### Màximes puntuacions
Després de la votació, els països que van rebre 12 punts (màxima puntuació que podia atorgar el jurat) van ser:
| Núm. | A                   | De                                                                         |
| ---- | ------------------- | -------------------------------------------------------------------------- |
| 8    | Noruega             | Irlanda, Dinamarca, Bèlgica, Alemanya, Israel, Regne Unit, Suècia, Àustria |
| 3    | Itàlia              | Espanya, Portugal, Luxemburg                                               |
| 2    | Suècia              | Noruega, Finlàndia                                                         |
| 1    | Alemanya Occidental | Xipre                                                                      |
| 1    | Espanya             | Turquia                                                                    |
| 1    | França              | Grècia                                                                     |
| 1    | Irlanda             | Itàlia                                                                     |
| 1    | Israel              | França                                                                     |
| 1    | Turquia             | Suïssa                                                                     |

## Cançons d'Eurovisió en TVE
D'acord amb el reglament de la UER de l'època, les diferents televisions participants havien d'emetre els videoclips de les cançons en concurs amb anterioritat a la celebració del certamen. A diferència dels anys anteriors, en aquesta ocasió, TVE no va programar l'emissió de les cançons d'Eurovisió per a un dia i una hora en concret, sinó que va anar inserint els videoclips en la graella de la Primera Cadena, en la majoria de casos sense previ avís, tal com llavors s'acostumava a fer amb els videoclips musicals en general, és a dir, a manera de reajustament de la programació. Cal assenyalar que tres dels videoclips van ser emesos el mateix dia de la celebració del Festival. A continuació, es detalla la relació dels dies i la franja horària en què els diferents temes van ser presentats:
| dilluns, 22 d'abril (sobretaula)   | Irlanda, Finlàndia i Xipre                   |
| dissabte, 27 d'abril (sobretaula)  | Dinamarca                                    |
| diumenge, 28 d'abril (mitja tarda) | Espanya, França, Turquia, Bèlgica i Portugal |
| dilluns, 29 d'abril (mitja tarda)  | Alemanya Occidental, Israel i Noruega        |
| dijous, 2 de maig (mitja tarda)    | Regne Unit, Suïssa i Suècia                  |
| divendres, 3 de maig (tarda)       | Àustria                                      |
| dissabte, 4 de maig (migdia)       | Luxemburg, Grècia i Itàlia                   |

Per la seva banda, el tema representant de TVE va ser presentat a l'audiència sobre les 15:30 hores del dilluns 1 d'abril, com a colofó a la primera edició del Telediario. Així mateix, com de costum, des d'aquell moment fins al dia de la celebració del Festival, el vídeoclip de la representació espanyola va aparèixer amb freqüència i a diferents hores en la Primera i en la Segona Cadena.